# Dieze
El Dieze és un riu curt (7 km) als Països Baixos. Es forma a 's-Hertogenbosch a la província del Brabant del Nord de l'aiguabarreig del Aa i del Dommel. Al centre de 's-Hertogenbosch, el riu forma una xarxa de canals, anomenada Binnendieze (=Dieze interior), parcialment coberta. El Dieze influeix al Mosa a Hedel.
| \| \| Afluents del Mosa en orde davall->damunt \| |                                          |
| Dieze - Niers - Swalm - Roer - Geleenbeek- Geul - Jeker - Voer - Berwijn - Julienne - Llègia - Ourthe - Hoyoux - Mehaigne - Samson -Sambre - Bocq - Burnot - Molignée - Lesse - Viroin - Semois - Bar - Kuer (Chiers) |                                          |
| Vegeu també : • Mosa • França • Bèlgica • Països Baixos |                                          |
| | Afluents del Mosa en orde davall->damunt |